# 玛格丽特·T·富勒
玛格丽特·T·富勒是一位美国发育生物学家，毕业于布兰戴斯大学和麻省理工学院，知名于对男性生殖细胞系的研究，2008年当选美国国家科学院院士，2022年获美国遗传学学会奖章。